# Daniel Morath
Daniel Morath (ur. 29 lipca 1980 w Nowej Zelandii) – tongański rugbysta występujący na pozycji łącznika młyna, reprezentant kraju.

## Życiorys
Początkowo uprawiał rugby league, jednak za namową ojca rozpoczął treningi rugby union. Uczęszczał do Hamilton Boys' High School, gdzie z pierwszym zespołem tej szkoły dotarł do ćwierćfinałów mistrzostw kraju. Występował następnie w drużynach z regionów Waikato i Taranaki, a w sezonie 2005–2006 dla angielskiego Haywards Heath RFC.
W 2006 roku został wybrany do udziału w kampanii Poverty Bay w Heartland Championships, zaś rok później został zakontraktowany przez Hawke’s Bay na Air New Zealand Cup 2007, a na poziomie klubowym grał wówczas w Hastings Rugby & Sports Club. W 2006 roku został wyróżniony powołaniem do NZ Heartland XV na historyczne tournée po Argentynie.
Po przeprowadzce w 2009 roku do Auckland związał się z miejscowym Waitemata RFC. W 2013 roku został wybrany jego najlepszym zawodnikiem, a rok później przekroczył liczbę stu występów w klubowych barwach.
Gdy Isitolo Maka poszukiwał w Nowej Zelandii zawodników uprawnionych do gry dla reprezentacji Tonga, Morath nawiązał z nim kontakt – kwalifikował się bowiem dzięki matce pochodzącej z Vavaʻu. Wystąpił wówczas w dwóch meczach Pucharu Narodów Pacyfiku 2010 z Fidżi i Samoa. W kolejnym roku został powołany na Churchill Cup 2011 i wyszedł na boisko przeciwko USA, England Saxons i Włochom A. Łącznie w tongańskiej reprezentacji zaliczył pięć spotkań, w tym trzy testmecze, nie zdobywając punktów. W 2011 roku z kadrą A uczestniczył w Pacific Rugby Cup.
Pracował jako nauczyciel i trener szkolnej drużyny rugby w Francis Douglas Memorial College i Liston College.
Jego brat, Kurt Morath, również był reprezentantem Tonga.